# Lycée Bréquigny
Le lycée Bréquigny est un établissement public d'enseignement secondaire de Rennes, situé avenue Georges-Graff (celle-ci, depuis 1997 nommée ainsi, étant le prolongement de l'avenue de Bréquigny, dans le quartier du même nom). Construit en 1958 par l'architecte Louis Arretche, rénové en 2017,, il est aujourd'hui le premier lycée de Bretagne en termes d'effectifs avec plus de 3500 élèves, ce qui en fait également un des trois plus grands lycées de France.
Il comprend un internat accueillant de nombreux élèves de la région qui intègrent les sections spécifiques offertes par le lycée (pôles espoir, sections sportives, musicales, artistiques...). Depuis septembre 2021, Marc Duran en est le proviseur ; assisté de 3 proviseures et proviseurs adjoints, de 3 directrices et directeurs des études, ainsi que de 1 gestionnaire, il encadre plus de 100 personnels ATOS, 30 assistants d'éducation et 300 professeurs.

## Initiatives pédagogiques et technologiques

### Années 1970
En 1974, dans un objectif novateur d'initiation à l'informatique des élèves et enseignants intéressés, le lycée Bréquigny, à Rennes, a fait partie de l'opération ministérielle dite « Expérience des 58 lycées » : utilisation de logiciels, et enseignement de la programmation en langage LSE,, en club informatique de lycée,, dans 58 établissements de l'enseignement secondaire. À cet effet, dans une première phase, quelques professeurs du Lycée Bréquigny, candidats et enseignants des matières autres que l'informatique, furent préalablement formés de manière lourde à la programmation. Puis, dans une seconde phase, l'établissement fut doté d'un ensemble informatique en temps partagé comportant : un mini-ordinateur français Télémécanique T1600 avec disque dur, un lecteur de disquettes 8 pouces, neuf terminaux écrans claviers Sintra TTE, un téléimprimeur Teletype ASR-33 (en) et le langage LSE implémenté. Cet équipement informatique était situé en salle numérotée n° 50 à l'époque, au premier étage du bâtiment dit « technique » (bâtiment parallèle à l'avenue du Canada, et occupé actuellement par l'EREA Magda Hollander-Lafon de Rennes). Tous ces moyens permirent, sur le terrain, de mettre en œuvre cette démarche expérimentale, avec du matériel informatique ultra-moderne pour cette période.

### Années 2000
Depuis, le Lycée Bréquigny conserve une ouverture forte sur l'innovation. L'innovation pédagogique, avec les classes coopératives ouvertes depuis 2015, mais aussi en favorisant l'expression de créativité avec les sections sportives scolaires ou des pôles artistiques, notamment la classe cinéma audiovisuel. Cette dernière a pu accueillir et former de nombreux jeunes, comme les membres du groupe Columbine, la chanteuse Joanna ou le producteur-Beatmaker Saavane.
Ce lycée a la particularité de former à l'arbitrage dans le cadre d'une section sport-études spécialisée.
Le lycée s'inscrit dans une démarche de développement durable. En 2023 il est labellisé lycée E3D (Établissement en Démarche de Développement Durable). Ses éco délégués organisent tous les ans depuis 2021 le Troc-idee, moment d'échange avec les élèves et des intervenants sur la question du développement durable, et depuis 2022 un calendrier de l'avent invitant les élèves à participer à des défis sur le mois de décembre.

## Évènements marquants
Le lycée est connu pour ses mobilisations militantes menées par des élèves depuis plusieurs années sous la bannière du collectif Brequistance, anciennement affilié à Union Pirate Lycéenne, avec des actions de blocage, de tractage, de ventes (crêpes, gâteaux) et d'assemblées.
En novembre et décembre 2024, une suite d'événements poussent les professeurs et autres personnels du lycée à se réunir face à des faits de racisme et d'usurpation de l'identité d'un professeur sur un réseau social. Ces personnels jugeant les sentences prises à la suite de conseils de disciplines trop faibles ont communiqués d'une seule voix aux élèves leur "indignation" refusant "le racisme et sa banalisation" lançant un appel au "vivre ensemble".
À la suite de cela des élèves se sont mobilisés à travers les associations de vie lycéenne ou par le groupe militant Brequistance le jeudi 19 décembre 2024 avec un blocage non violent des entrées du lycée, un débrayage et une invitation à la discussion le matin. Cette journée fut perturbée par de la casse déclenchant 2 alarmes PPMS (Plan de Protection et de Mise en Sûreté). Le lycée fut évacué dans l'après midi et réouvert le lendemain,.

## Anciens élèves célèbres
- Lorenzo, rappeur, y a effectué un Bac L option cinéma[25].
- Lujipeka, rappeur, y a effectué son Bac option cinéma.
- Dali Benssalah, acteur, y a effectué un Bac ES[26].
- Eugénie Le Sommer, footballeuse, y a été scolarisée en sport études.